# Já mám ráda komiky
Já mám ráda komiky (1994) je album, na kterém Jitka Molavcová zpívá písně známých českých i světových komiků. Většinu uvedených písní světových komiků převedl do češtiny Jiří Suchý. Album obsahuje 14 písní.

## Písničky
1. Vezmu ukulele a začnu si hrát (Little Ukulele)
George Formby (Jack Cottrell / Jiří Suchý)
2. Tam v horách (Trail of The Lonesome Pine)
Stan Laurel a Oliver Hardy (J. Silver / Jiří Suchý)
3. Nerýmovaná
Jan Werich (Miloslav Ducháč, Vlastimil Hála / Jan Werich)
4. Přednosta stanice
Vlasta Burian (Jára Beneš / Ladislav Brom)
5. Pověrčivý uzenář
Jiří Suchý (Jiří Suchý)
6. Pardon, madam (Madame la Marquise)
M. A. Lamy (P. Misvaki / Jiří Suchý)
7. Pokrok
Jára Kohout (V. Rohan, Karel Tobis / Jiří Suchý)
8. Co je to za rodinku (Guelle famille)
Fernandel (Roger Dumas, Jean Manse, Bosquet-Beuscher / Jiří Suchý)
9. Virginia
Jiří Voskovec a Jan Werich (A. Bryan, F. Phillips, I. Shuster / Jiří Voskovec, Jan Werich)
10. Zlatá pikola (The Piccolo Song)
Benny Hill (Benny Hill, C. Ornandel / Jiří Suchý)
11. Tři tety
Jiří Šlitr (Jiří Šlitr / Jiří Suchý)
12. Děcko, co mělo na nose pihu (Minnie the Moocher)
Danny Kaye (Cab Calloway, Irving Mills, Clarence Gaskill / Jiří Suchý)
13. Zkazky z nesmyslna
Ferenc Futurista (anonym / Jiří Voskovec, Jan Werich)
14. Good Night
Jimmy Durante (Jimmy Durante, Jack Barnett / Jiří Suchý)

## Účinkují
- zpěv
  - Jitka Molavcová (1 – 14)
  - Jiří Suchý (2, 6, 9)
- hraje
  - Nový orchestr Jaroslava Ježka, řídí Zoltán Liška (1 – 5, 7 – 14)
  - Orchestr Semaforu (6)
- aranžmá – Zoltán Liška